# Eva Rivas
Eva Rivas (örményül: Եվա Ռիվաս, oroszul: Ева Ривас, teljes nevén Валерия Александровна Решетникова-Цатурян, Valerija Alekszandrovna Resetnyikova-Caturján; 1987. július 13. –) örmény énekesnő.

## Életrajz
A Szovjetunióban született a ma Oroszországhoz tartozó Rosztov-na-Donu (Ростов-на-Дону) városában örmény anya és örmény–orosz–görög származású apa gyermekeként. A művésznevét görög dédanyja után vette fel. Az általános iskolában kezdett énekelni, ahol tagja volt az örmény kórusnak. Szülővárosában  1996-ban belépett az Arevik gyermekkórusba és 2004-ig volt tagja. Ez alatt az idő alatt mint kórustag különböző műfajú orosz és idegen nyelvű darabokat adott elő, de szerepelt szólistaként is. Az együttessel Oroszországban több nemzeti kitüntetést is elnyertek. Dolgozott Arame örmény énekessel is. Szólóénekesnőként is sikeres lett. 1997-ben Rivas megnyerte a Scarlet Flower ifjúsági versenyt, két évvel később Szaratovban az orosz Delphói Játékokon, ahol Rosi Armen művésznőnek egy dalát adta elő, két ezüst díjat kapott.
Énekesnői karrierje mellett a 190 cm magas Eva Rivas 2003-ban modellként is bemutatkozott. Sikerrel szerepelt helyi szépségversenyeken. Egy évvel később beiratkozott a Rosztovi Állami Egyetemre. 2005-ben 17 évesen nyert az Év örmény dala versenyen és Szocsiban a Pjaty Zvjozd Fesztiválon. Ezután úgy döntött, hogy Moszkvába költözik. Felfigyelt rá Valerij Szaharian producer, aki 2008 óta Armenian Production nevű cégével menedzseli.
Ez a szakasz részben vagy egészben Az Eva_Rivas című német Wikipédia-szócikk Biografie című fejezete ezen változatának fordításán alapul.  Az eredeti cikk szerkesztőit annak laptörténete sorolja fel. Ez a jelzés csupán a megfogalmazás eredetét és a szerzői jogokat jelzi, nem szolgál a cikkben szereplő információk forrásmegjelöléseként.

## 2010-es Eurovíziós Dalfesztivál
2010. február 14-én Rivas megnyerte az örmény nemzeti döntőt és kijutott az Oslóban rendezett 2010-es Eurovíziós Dalfesztiválra, ahol az Apricot Stone (magyarul: Barackmag) című dallal képviselte országát. A középdöntőben hatodik helyezett lett, a huszonöt fős döntőben pedig 21. fellépőként 141 ponttal a hetedik helyet érte el.
Rivas európai turnét tervez, hogy népszerűsítse dalát. A 2012-es Eurovíziós Dalfesztiválon is szerette volna hazáját képviselni, de abban az évben Örményország nem vett részt a versenyen.

## Weblinkek
- Eva Rivas blogja

## Fordítás
- Ez a szócikk részben vagy egészben  az   Eva Rivas című angol Wikipédia-szócikk ezen változatának fordításán alapul.  Az eredeti cikk szerkesztőit annak laptörténete sorolja fel. Ez a jelzés csupán a megfogalmazás eredetét és a szerzői jogokat jelzi, nem szolgál a cikkben szereplő információk forrásmegjelöléseként.
- Ez a szócikk részben vagy egészben  az   Eva_Rivas című német Wikipédia-szócikk ezen változatának fordításán alapul.  Az eredeti cikk szerkesztőit annak laptörténete sorolja fel. Ez a jelzés csupán a megfogalmazás eredetét és a szerzői jogokat jelzi, nem szolgál a cikkben szereplő információk forrásmegjelöléseként.